# (20794) Ryanolson
(20794) Ryanolson (2000 SD161) – planetoida z pasa głównego asteroid okrążająca Słońce w ciągu 3,48 lat w średniej odległości 2,3 j.a. Odkryta 27 września 2000 roku.